# Chris Harris (baloncestista)
Christopher R. "Chris" Harris (Southampton; 11 de agosto de 1933) es un exjugador de baloncesto británico que disputó una temporada en la NBA. Con 1,91 metros de estatura, jugaba en la posición de base. Nacido en el Reino Unido, se trasladó junto con su familia siendo muy joven a Nueva York, y acabaría por convertirse en el primer jugador inglés en participar en la NBA.

## Trayectoria deportiva

### Universidad
Jugó durante cuatro temporadas con los Flyers de la Universidad de Dayton, en las que logró más de 600 puntos, ayudando al equipo a llegar en tres ocasiones al NIT.

### Profesional
Tras no ser elegido en el 1955, fichó en 1955 por los St. Louis Hawks, donde jugó 15 partidos en los que promedió 2,7 puntos y 1,2 rebotes por partido, antes de ser traspasado a los Rochester Royals, donde acabó su única temporada en la liga, promediando 2,3 puntos y 1,0 rebotes por partido.

## Estadísticas de su carrera en la NBA

### Temporada regular
| Temporada | Edad | Equipo           | Liga | P  | TIT | MIN  | TC  | TCA | %TC  | 3P | 3PA | %3P | TL  | TLA | %TL  | R.OF. | R.DEF. | REB | ASIS | ROB | TAP | PER | FP  | PTS |
| 1955-56   | 22   | TOTAL            | NBA  | 41 |     | 10.2 | 0.9 | 3.6 | .248 |    |     |     | 0.7 | 1.1 | .600 |       |        | 1.1 | 1.1  |     |     |     | 1.0 | 2.5 |
| 1955-56   | 22   | St. Louis Hawks  | NBA  | 15 |     | 11.2 | 1.0 | 4.0 | .250 |    |     |     | 0.7 | 1.2 | .611 |       |        | 1.2 | 1.2  |     |     |     | 1.1 | 2.7 |
| 1955-56   | 22   | Rochester Royals | NBA  | 26 |     | 9.7  | 0.8 | 3.4 | .247 |    |     |     | 0.6 | 1.0 | .593 |       |        | 1.0 | 1.0  |     |     |     | 1.0 | 2.3 |
| Total     |      |                  | NBA  | 41 |     | 10.2 | 0.9 | 3.6 | .248 |    |     |     | 0.7 | 1.1 | .600 |       |        | 1.1 | 1.1  |     |     |     | 1.0 | 2.5 |